# トランゴ・タワーズ
トランゴ・タワーズ（Trango Towers）は、カラコルム山脈、バルトロ氷河の北部にある花崗岩断崖群。世界有数の大岩崖をいくつか擁し、挑戦的なロッククライミングの場所としても有名である。最も高いポイントは6,286mのグレート・トランゴ・タワーである。
グレート・トランゴ・タワーの東側は、世界最大級の垂壁を有している。
グレート・トランゴ・タワーは1977年に南壁から初登頂された。グレート・トランゴ・タワーの北西にはトランゴ・タワー(6,239 m)があり、これはネームレス・タワーとも呼ばれる。トランゴ・タワーは1976年に南西壁から初登頂された。
トランゴ・タワーの北にはトランゴ・モンクと呼ばれる尖塔がある。さらに北にはトランゴII(6,327 m) 、トランゴ・リ(6,363 m)がある。

## トリビア
トランゴ・タワーズは、トランゴという登山用具企業のロゴに使用されている。